# Франкфорт (Илиноис)
Франкфорт (енгл. Frankfort) град је у америчкој савезној држави Илиноис.

## Демографија
По попису из 2010. године број становника је 17.782, што је 7.391 (71,1%) становника више него 2000. године.
| Група             | 2000.         | 2010.          |
| Белци             | 9.592 (92,3%) | 15.234 (85,7%) |
| Афроамериканци    | 258 (2,5%)    | 1.090 (6,1%)   |
| Азијати           | 221 (2,1%)    | 465 (2,6%)     |
| Хиспаноамериканци | 240 (2,3%)    | 815 (4,6%)     |
| Укупно            | 10.391        | 17.782         |